# Galeandra carnevaliana
Galeandra carnevaliana là một loài thực vật có hoa trong họ Lan. Loài này được G.A.Romero & Warford mô tả khoa học đầu tiên năm 1995.